# Анджей Виджга
Анджей Виджга (*пол. Andrzej Wydżga д/н — 144) — державний діяч, урядник Польського королівства.

## Життєпис
Походив з польського шляхетського роду Виджг з Краківського воєводства. Ймовірно його батько або дід перебралися до Бельзької землі у 1380-х роках. Сам Анджей Виджга перебував на службі в Земовита IV, князя Плоцького і Белзького. Згідно О.Однороженко на його печатці також був присутній герб Гоздава. Можливо його мати або дружина належала до роду, що використовував цей герб.
1407 року призначено белзьким старостою (перебував на посаді до 1420 року). 1409 року отримав уряд полоцького хоружого (до 1438 року). З 1426 року передував одночасно на службі братів Тройдена II і Казимир II П'ястів. 1436 року призначено каштеляном Візни (до 1440 року).
1441 року стає полоцьким воєводою. Помер на посаді у 1444 році.